# قطع‌کن کوئل

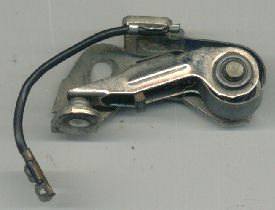
.

قطع‌کن کوئل (به انگلیسی: Contact breaker) یا قطع کن که به آن پلاتین هم گفته می‌شود، وسیله‌ای در برخی از موتورهای درون‌سوز است که جریان برق را از کویل به شمع قطع و وصل می‌کند.
در واقع نوعی سویچ بر روی دلکو در سامانه جرقه زنی است.

## کاربرد
قطع کن کویل با قطع و وصل کردن جریان در کویل، ولتاژ کم باتری را به ولتاژ زیاد تبدیل می‌کند که به‌این‌ترتیب، ولتاژ لازم برای جرقه زدن شمع‌های خودرو و برای احتراق مخلوط سوخت و هوای درون سیلندر تأمین می‌شود. در واقع، کویل به عنوان یک ترانسفورماتور افزاینده عمل می‌کند.